# كونستابل مادونا
مادونا كونستابيلي هي لوحة صغيرة ( غير مكتملة) للفنان عصر النهضةالإيطالي رافائيل رسمها للكونتي ديلا ستافا، وقد نُفذت في الفترة ما بين عامي 1502 و1504. من المرجح أن يكون هذا هو آخر عمل رسمه رافائيل في أومبريا قبل انتقاله إلى فلورنسا.
يعود اسم اللوحة إلى عائلة كونستابيله ديلا ستافا من بيروجيا، والتي اشتراها منها الإمبراطور ألكسندر الثاني ملك روسيا في 22 أبريل 1872. ثم قدمها القيصر لزوجته، ماريا ألكسندروفنا. منذ ذلك الحين، تُعرض اللوحة في متحف الإرميتاج في سانت بطرسبرغ.
تصوّر اللوحة العذراء مريم وهي تحمل الطفل يسوع بينما تقرأ كتابًا. في عام 1881، عند نقل اللوحة إلى قماش، اكتُشف أن النسخة الأصلية كانت تُظهر العذراء وهي تتأمل الرمان (وهو رمز آلام المسيح)، بدلًا من الكتاب.

## ملحوظات
1. ↑   https://www.hermitagemuseum.org/wps/portal/hermitage/digital-collection/01.%2BPaintings/29672. اطلع عليه بتاريخ 2022-10-22. {{استشهاد ويب}}: |url= بحاجة لعنوان (مساعدة) والوسيط |title= غير موجود أو فارغ (من ويكي بيانات) (مساعدة)
2. ↑   https://www.hermitagemuseum.org/wps/portal/hermitage/digital-collection/01.+Paintings/29672/. اطلع عليه بتاريخ 2015-12-14. {{استشهاد ويب}}: |url= بحاجة لعنوان (مساعدة) والوسيط |title= غير موجود أو فارغ (من ويكي بيانات) (مساعدة)
3. 1 2   https://www.hermitagemuseum.org/wps/portal/hermitage/digital-collection/01.+Paintings/29672/. اطلع عليه بتاريخ 2016-12-05. {{استشهاد ويب}}: |url= بحاجة لعنوان (مساعدة) والوسيط |title= غير موجود أو فارغ (من ويكي بيانات) (مساعدة)
4. ↑  hermitagemuseum 2022.